# Markus Pinezich
Markus Pinezich (* 24. August 1988) ist ein österreichischer Basketballspieler- und trainer.

## Laufbahn
Pinezich, Sohn des Basketballtrainers Christoph Pinezich, war österreichischer Juniorennationalspieler und als Aufbauspieler Teil des Bundesliga-Aufgebots Mattersburg 49ers (2004 bis 2007), dann der Arkadia Traiskirchen Lions (2008 bis 2010), in der Saison 2010/11 spielte er beim BSC Raiffeisen Fürstenfeld. Im Jahr 2011 wurde bei ihm eine seltene Autoimmunkrankheit festgestellt, ihm musste die Milz entfernt werden. Pinezich gelang die Rückkehr, ab Dezember 2012 spielte er beim Bundesligisten St. Pölten. Im Verlauf des Spieljahres 2013/14 wechselte er nach Traiskirchen zurück. Im März 2014 erlitt er einen septischen Schock, lag im künstlichen Koma und musste nach achtwöchigem Krankenhausaufenthalt eine Aufbaukur bestreiten, um wieder gehen zu lernen.
Pinezich musste seine Spielerkarriere einstellen und wurde Trainer. Er war von 2015 bis 2019 Co-Trainer und Jugendtrainer der Swans Gmunden tätig. Im Vorfeld der Saison 2019/20 wechselte der hauptberuflich als Volksschullehrer beschäftigte Pinezich zu den Arkadia Traiskirchen Lions und betreute als Trainer die U19-Mannschaft des Vereins. Mitte Dezember 2019 wurde er ins Amt des Cheftrainers der Traiskirchener Bundesligamannschaft befördert. Er war bis August 2021 Trainer bei den Arkadia Traiskirchen Lions. Anschließend wurde er Sportkoordinator beim Österreichischen Basketballverband. Das Amt legte er Anfang März 2022 aus privaten Gründen nieder.